# 泰坦2號23G運載火箭
泰坦23G運載火箭由格倫·L·馬丁公司（Lockheed Martain）建造，發射地點為加利福尼亞州的范登堡空軍基地（Vandenberg）。泰坦23G運載火箭使用數位電腦及慣性指引引導，承包商為迪洛克電機（Delco）；衛星酬載艙長6.1公尺、直徑3公尺，由波音公司承包；外殼及股價建造為三扇企劃（Tri-Sector）承包；業泰引擎為氣體噴射工業設備公司改良，泰坦二號運載火箭之洲際飛彈引擎，第一枚泰坦23G運載火箭於1988年研發完成。